# Dorysthenes buquetii
Dorysthenes buquetii är en skalbaggsart som först beskrevs av Guérin-Méneville 1844.  Dorysthenes buquetii ingår i släktet Dorysthenes och familjen långhorningar.
Artens utbredningsområde är:
- Laos.
- Burma.
- Nepal.

Inga underarter finns listade i Catalogue of Life.